# Kristi gisslande
Kristi gisslande är en episod i Nya testamentets berättelse om Jesu lidande och död, beskriven i Johannes- (kapitel 19:1), Matteus- (kapitel 27:26), Markus- (kapitel 14:65) och Lukasevangeliet (kapitel 22:63–65). "Gissla" betyder piska eller slå med gissel; det romerska gisslet, flagellum, hade taggar av ben eller metall som rev upp fångens rygg. 
Efter att ha tillfångatagits i Getsemane efter Judas Iskariots svek fördes Jesus av översteprästen Kajafas män till den romerske ståthållaren Pontius Pilatus. Denne fann honom dock inte skyldig till något brott och med hänvisning till den judiska seden att frige fångar vid påsken föreslog han därför att Jesus skulle friges. Förutom Jesus fanns också Barabbas, en beryktad rövare, i romersk fångenskap. Översteprästen och hans anhängare skanderade då att Barabbas skulle friges, inte Jesus. Pontius Pilatus förklarade sig oansvarig för beslutet ("tvådde sina händer"), men frigav Barabbas och beslöt korsfästa Jesus. Tortyr föregick normalt en avrättning och i Matteusevangeliet skildras:
| ”                            | Pilatus frågade dem: "Vad ska jag då göra med Jesus som kallas Messias?" Alla svarade: "Korsfäst honom!" Han frågade: "Vad har han då gjort för ont?" Men de skrek ännu högre: "Korsfäst honom!" När Pilatus såg att inget hjälpte utan oron bara ökade, tog han vatten och tvådde sina händer inför folket och sade: "Jag är oskyldig till den mannens blod. Det här får ni själva ta ansvar för." Allt folket svarade: "Låt hans blod komma över oss och över våra barn!" Då frigav han Barabbas åt dem, men Jesus lät han gissla och utlämnade honom till att korsfästas. Därefter tog ståthållarens soldater med sig Jesus in i pretoriet och samlade hela vaktstyrkan runt honom. De drog av honom kläderna och hängde på honom en röd soldatmantel, vred ihop en krona av törne och satte den på hans huvud och stack en käpp i hans högra hand. Sedan böjde de knä inför honom och hånade honom och sade: "Leve judarnas kung!" Och de spottade på honom och tog käppen och slog honom i huvudet. När de hade hånat honom, tog de av honom manteln och satte på honom hans egna kläder och förde bort honom för att korsfästas. | „ |
| – Matteusevangeliet 27:22–31 | |   |

## I konsten
Kristi gisslande är ett vanligt motiv i den västerländska konsten. Motivet saknas i den fornkristna konsten men blir vanligt under renässansen och barocken. Vanligen avbildas Kristus bunden vid en kolonn och konstverken benämns ibland Kristus vid kolonnen. Kolonnen är en av de så kallade passionsredskapen (Arma Christi) och flera kyrkor hävdar att de äger sådana reliker, däribland Santa Prassede i Rom. På huvudet avbildas Kristus ofta med en törnekrona. 

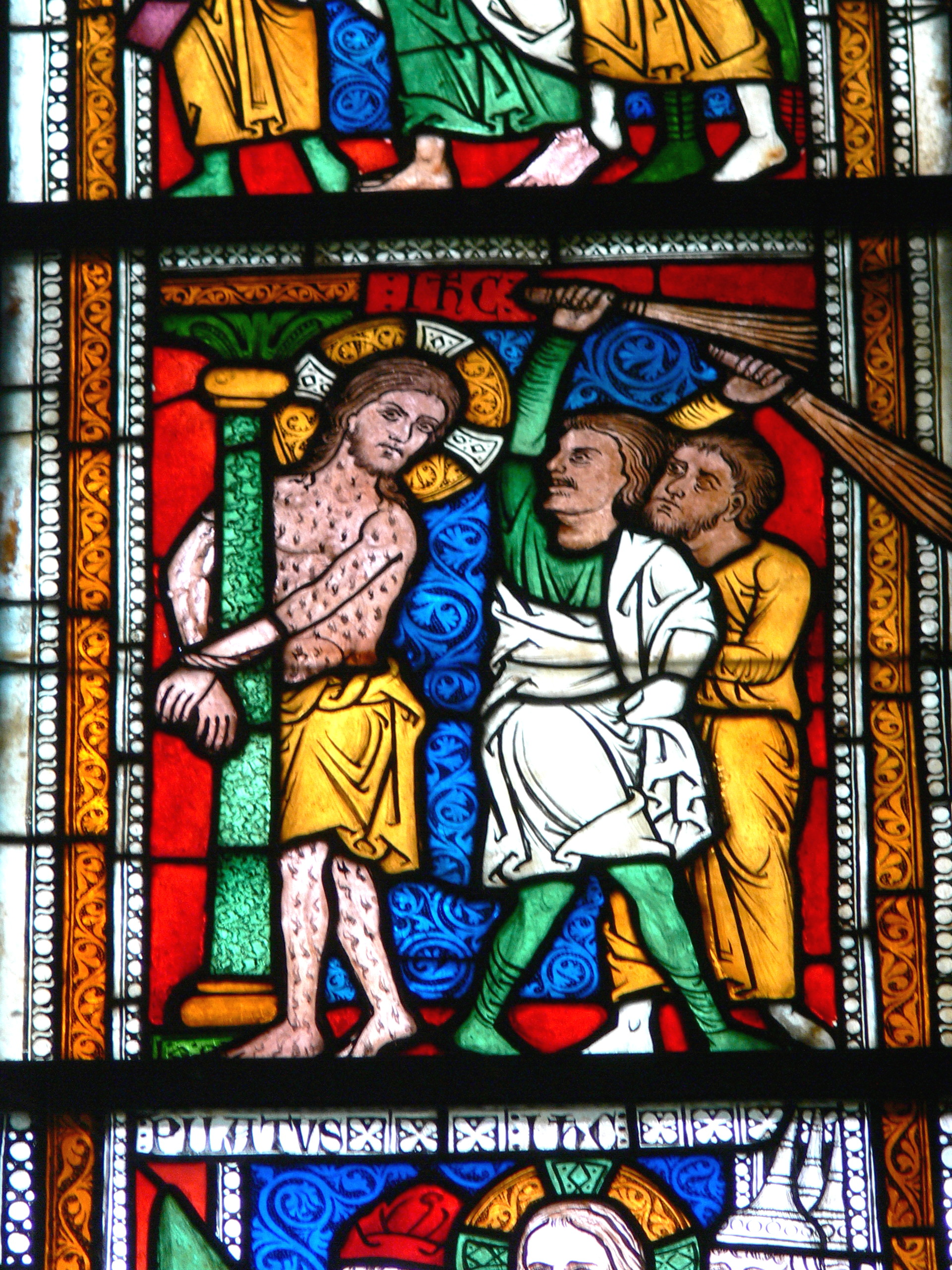
Glasmålning i Dalhems kyrka på Gotland (1200-talet).
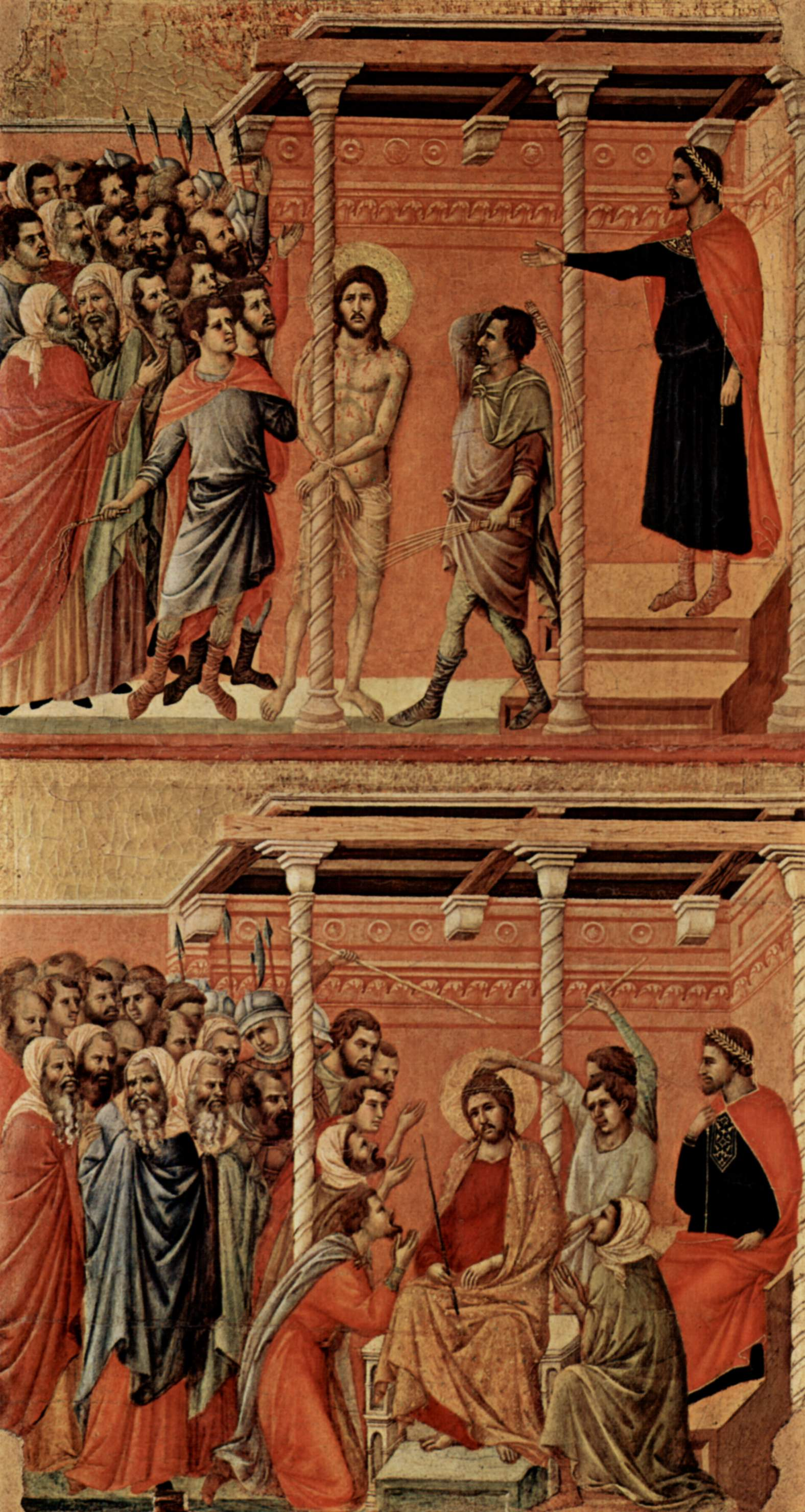
Maestà av Duccio di Buoninsegna (cirka 1310)
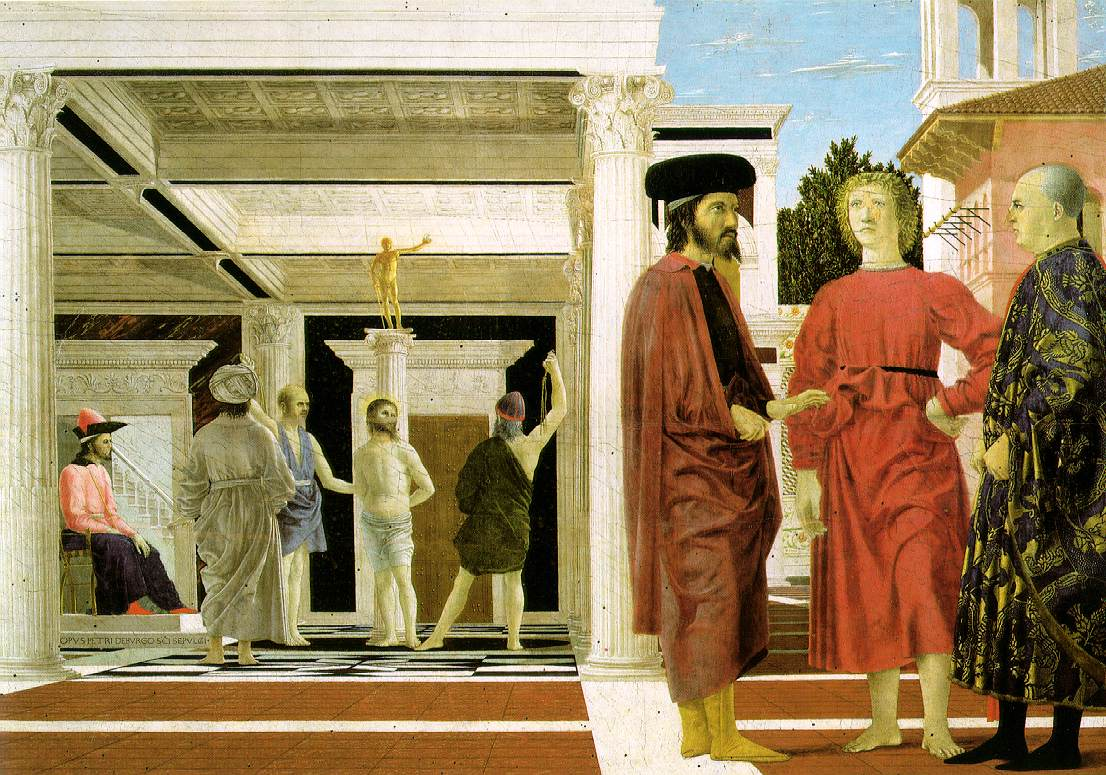
Kristi gisslande av Piero della Francesca i Galleria Nazionale delle Marche i Urbino (cirka 1450).
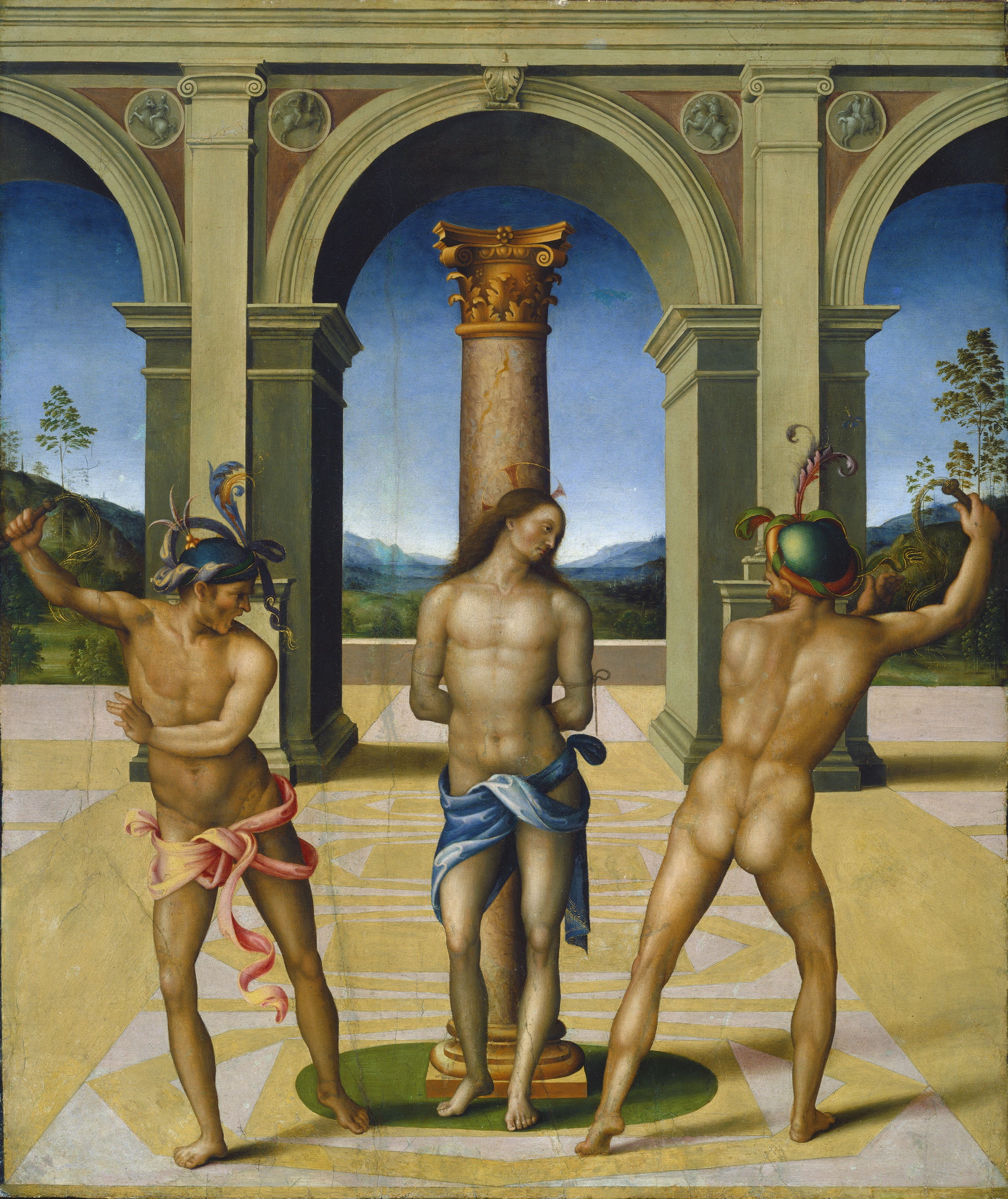
Kristi gisslande av Francesco Bacchiacca i National Gallery of Art (cirka 1515).
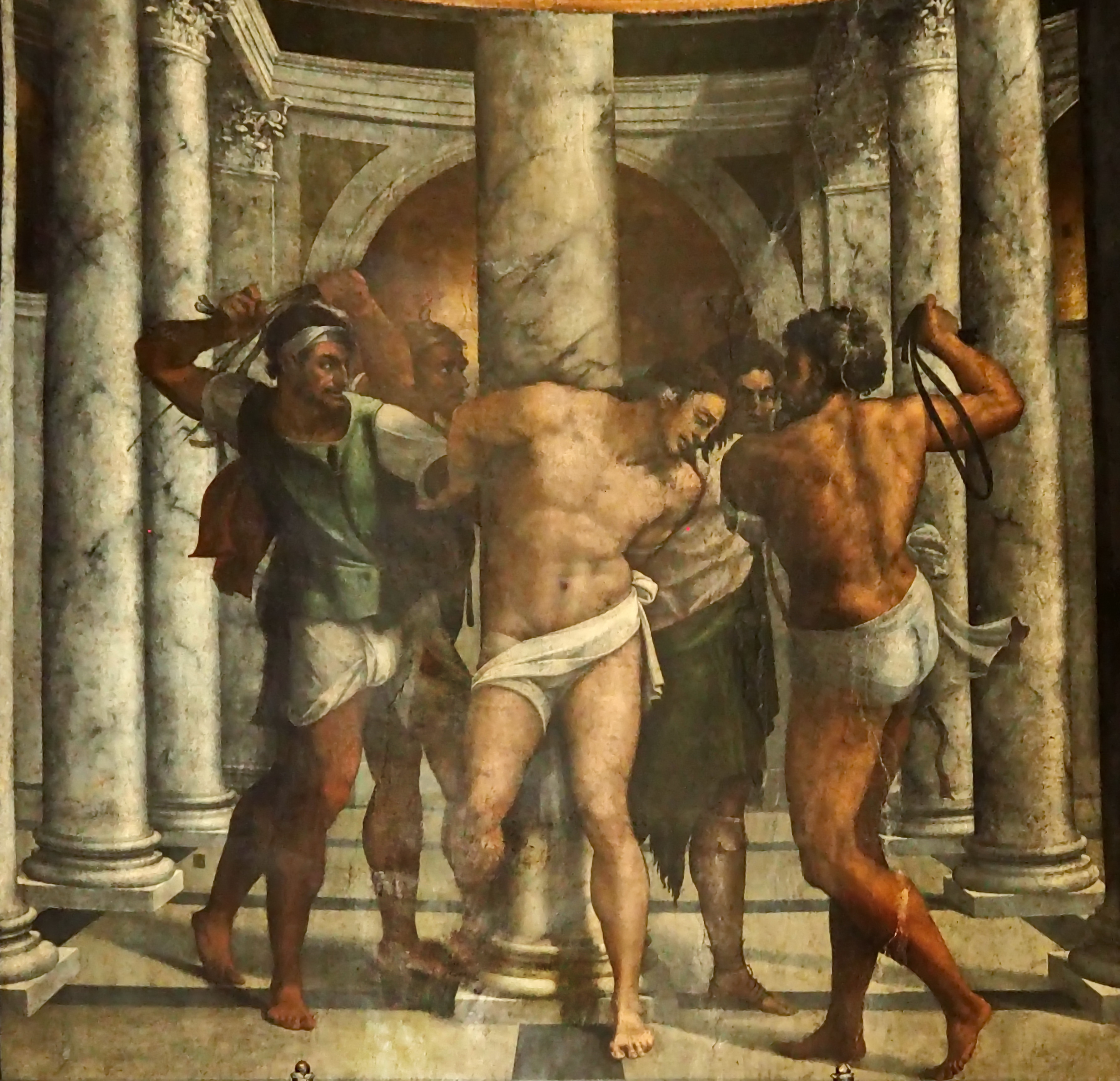
Målning av Sebastiano del Piombo i San Pietro in Montorio (cirka 1519).
Kristi gisslande av Caravaggio på Museo di Capodimonte (cirka 1607).
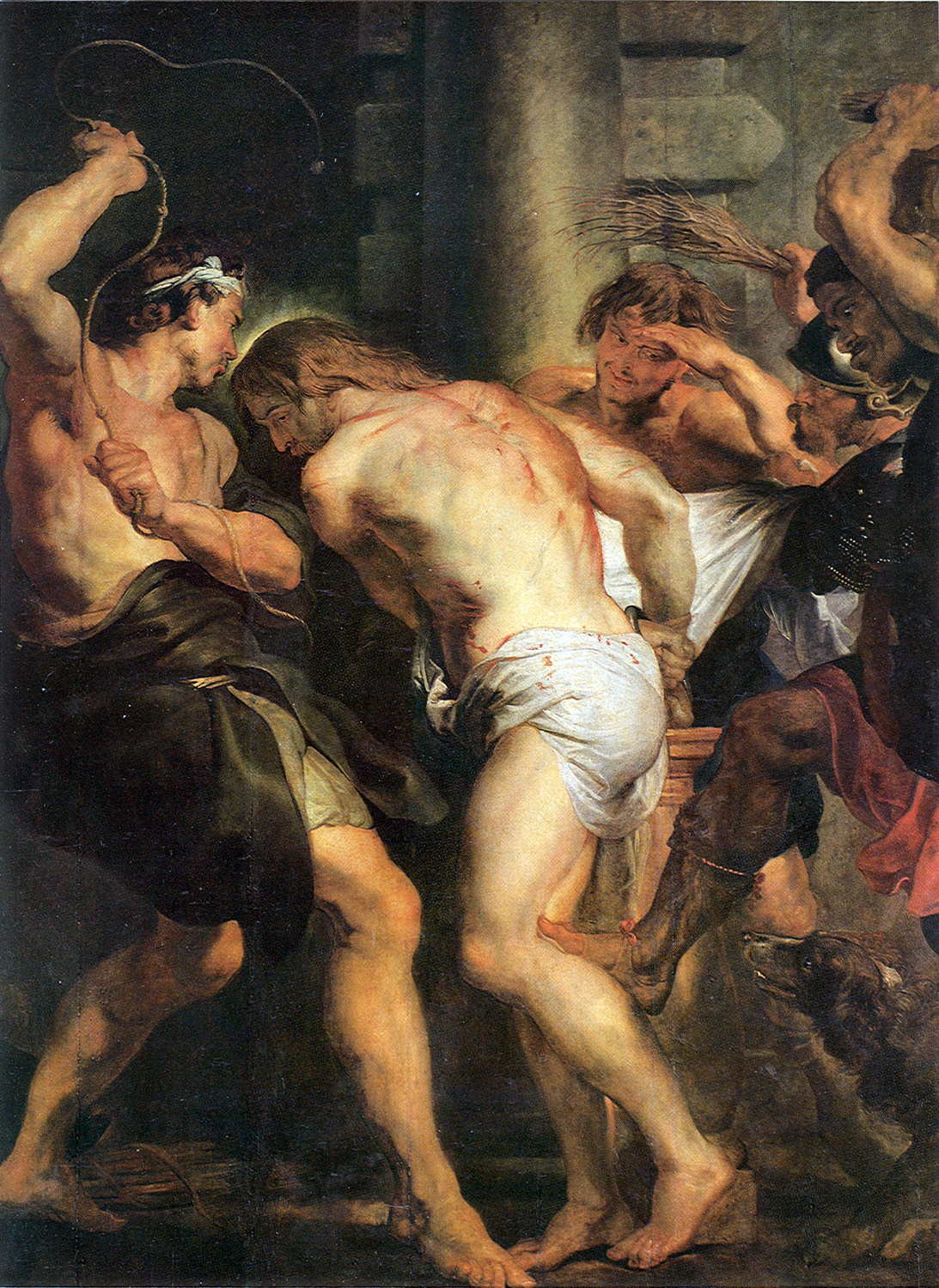
Målning av Peter Paul Rubens i Sint-Pauluskerk i Antwerpen (cirka 1617).
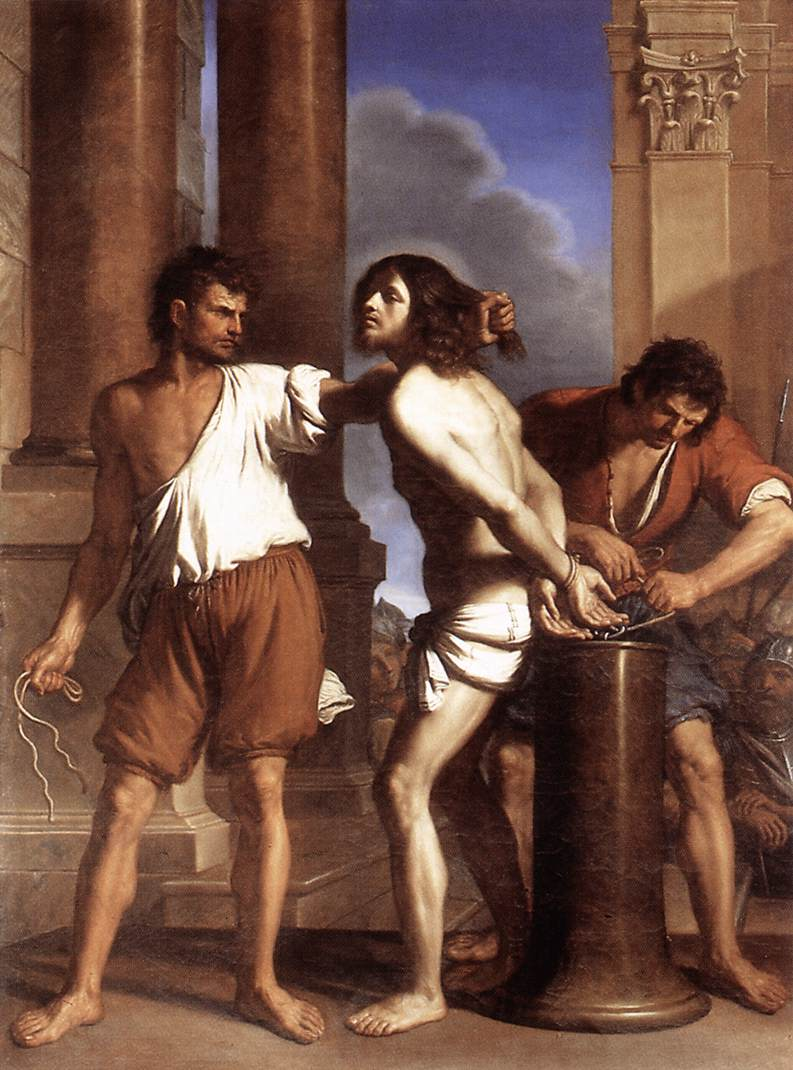
Målning av Guercino i Galleria Nazionale d'Arte Antica (1657).
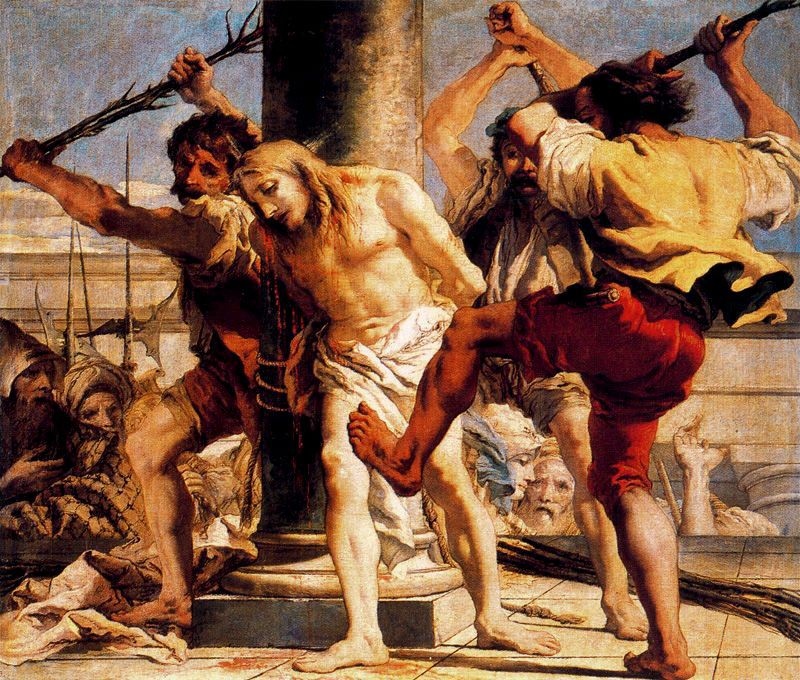
Målning av Giovanni Domenico Tiepolo i Pradomuseet (1772).
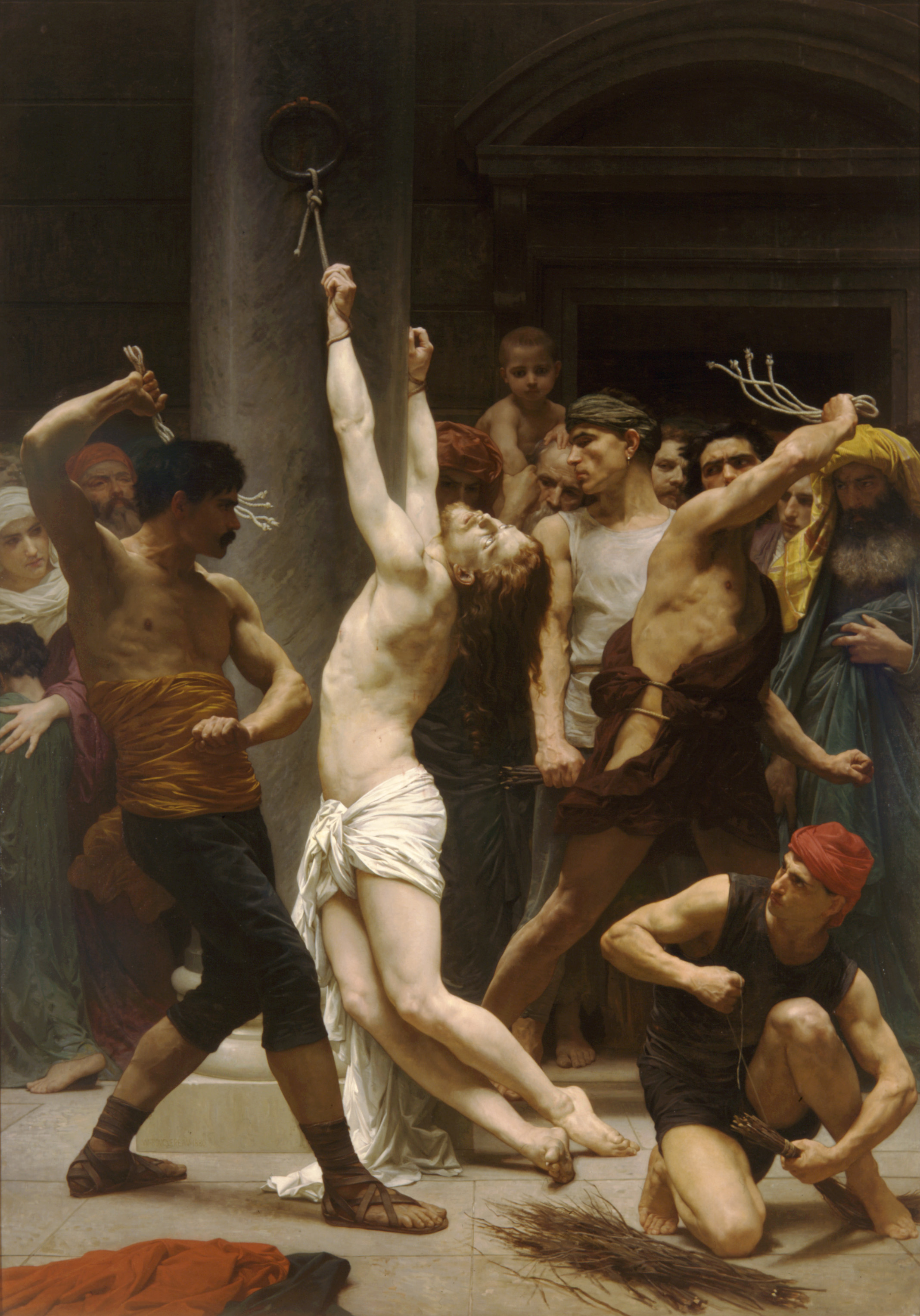
Målning av William-Adolphe Bouguereau på Musée des Beaux-Arts de La Rochelle (1880).